# Federica Ranchi
Federica Ranchi (Trieste, 5 maggio 1939 – Egina, 15 maggio 2025) è stata un'attrice italiana.

## Biografia
Quando era ancora una studentessa, le venne offerta la parte della protagonista nel film Moglie e buoi (1956) di Leonardo De Mitri. Negli anni successivi ebbe modo di lavorare in produzioni di notevole importanza, tra le quali Estate violenta (1959) di Valerio Zurlini.
Nonostante le notevoli capacità di interprete, restò sempre piuttosto ai margini della produzione cinematografica, finendo quindi per abbandonare le scene verso la fine degli anni sessanta.
Federica Ranchi è morta in Grecia, dove viveva da tempo, il 15 maggio 2025, pochi giorni dopo aver compiuto 86 anni.

## Filmografia
- Moglie e buoi, regia di Leonardo De Mitri (1956)
- La grande strada azzurra, regia di Gillo Pontecorvo e Maleno Malenotti (1957)
- I cavalieri del diavolo, regia di Siro Marcellini (1959)
- L'arciere nero, regia di Piero Pierotti (1959)
- Estate violenta, regia di Valerio Zurlini (1959)
- La vendetta di Ercole, regia di Vittorio Cottafavi (1960)
- Maciste nella valle dei re, regia di Carlo Campogalliani (1960)
- Le prigioniere dell'isola del diavolo, regia di Domenico Paolella (1962)